# Palaehoplophorus
Palaehoplophorus es un género extinto de mamífero xenartro gliptodóntido, que vivió en Bolivia durante el periodo Mioceno.

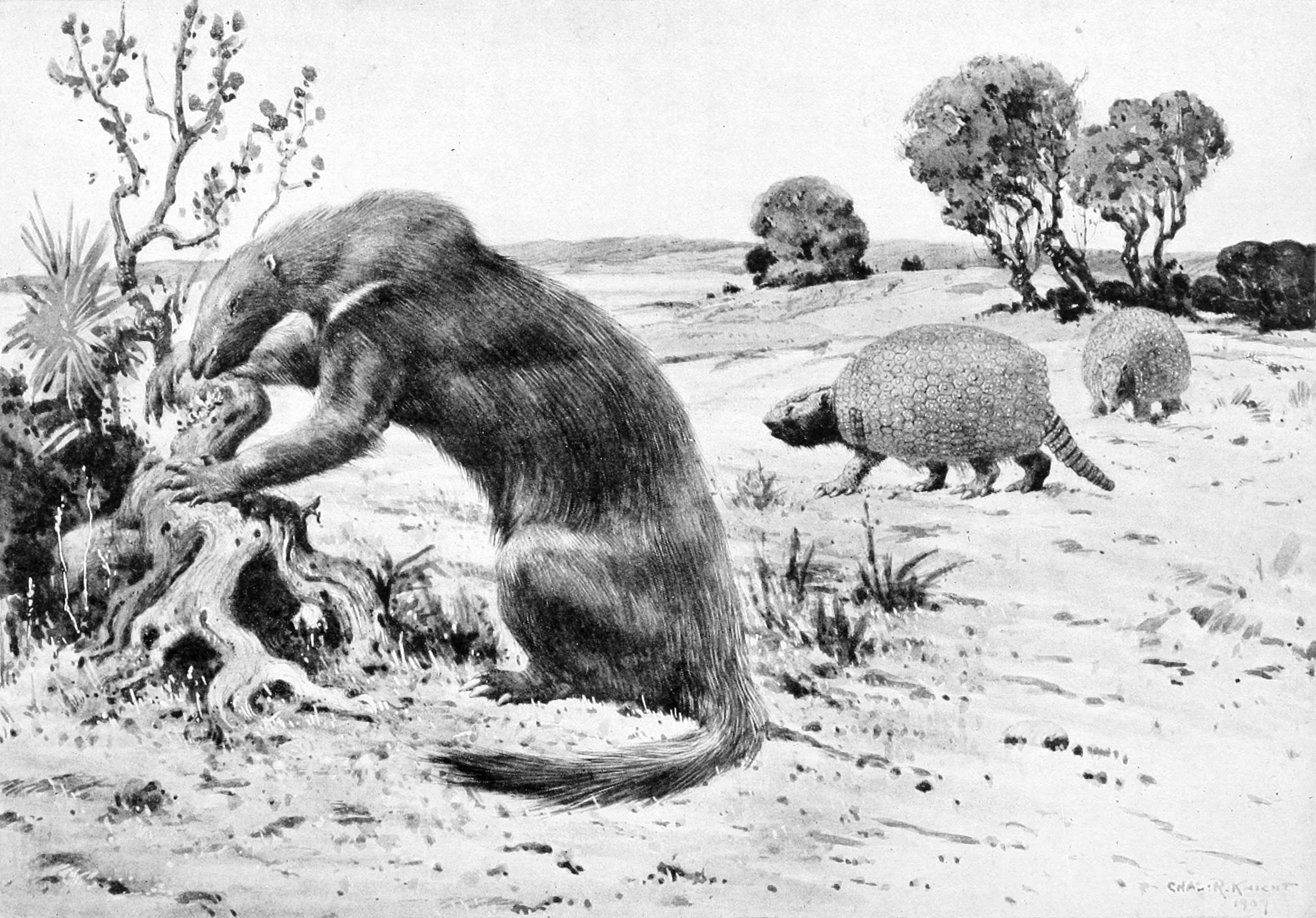
Reconstrucciones de Hapalops longiceps y Palaehoplophorus australis

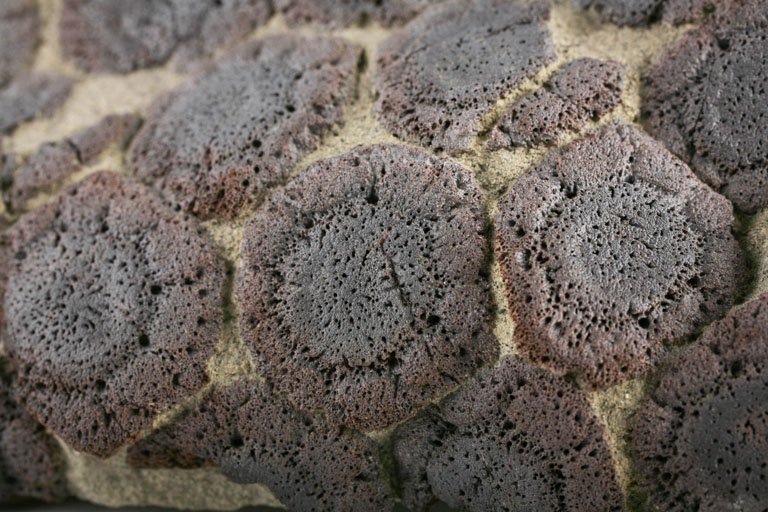
Detalle de un osteodermo de P. australis, de principios del Mioceno, en la colección permanente del Museo de los Niños de Indianápolis